# Собылинский, Сергей Геннадьевич
Сергей Геннадьевич Собылинский (род. 10 января 1994 года) — российский боксёр-любитель, выступающий в первой средней весовой категории. Чемпион России (2016), двукратный бронзовый призёр (2015, 2019) чемпионата России, победитель и призёр международных и всероссийских турниров в любителях.

## Любительская карьера
Боксом занимается с девяти лет в Белгороде, первый тренер — Сергей Григорьевич Хайдуков.
Победитель первенства Мира 2009 года в Ереване. Двукратный победитель первенства Европы (2008 г., Белград; 2010 г., Львов). В 2009 году был признан лучшим боксёром мира среди юниоров.
С 2013 года его тренер — Юрий Борисович Балычев. Выступает за ФСО «Юность России». На чемпионате России 2015 года завоевал бронзовую медаль. Выиграл золото чемпионата России 2016 года.
В середине ноября 2019 года, на чемпионате России, который проходил в Самаре, завоевал бронзовую медаль.